# Heartstopper (TV serija)
Heartstopper je britanska romantična humoristična televizijska serija o odrastanju koja se prikazuje na Netflixu, a adaptirana je prema web-stripu i istoimenom grafičkom romanu autorice Alice Oseman. Serija, koju je napisala sama Oseman, prvenstveno govori o Charlieju Springu (Joe Locke), homoseksualnom školarcu koji se zaljubljuje u kolegu iz razreda Nicka Nelsona (Kit Connor). Također istražuje živote Taoa (William Gao), Elle (Yasmin Finney), Tare (Corinna Brown) i Darcy (Kizzy Edgell).
Televizijska prava za seriju otkupio je See-Saw Films 2019., a Netflix je stekao prava distribucije 2021. godine. Euros Lyn je režiser serije. Snimanje je trajalo od travnja do lipnja 2021. godine, a tijekom cijelog razdoblja objavljivani su teaseri serije. Razne već postojeće pjesme korištene su kao glazba u seriji, uz originalnu glazbu Adiescara Chasea. Kinematografski stilovi i stupnjevanje boja planirani su unaprijed kako bi seriji dali atmosfersku eleganciju, pojačanu upotrebom tradicionalne animacije prilagođene izvornom materijalu. 
Prva sezona Heartstoppera bila je objavljena 22. travnja 2022. godine. Serija je dobila pohvale kritičara, posebno zbog svog tona i tempa, kao i zbog načina na koji predstavlja LGBT zajednicu. Serija je ubrzo postala popularna: u samo dva dana od objave bila je među 10 najboljih engleskih serija na Netflixu. Serija je također povećala popularnost grafičkih romana prema kojima je proizvedena. Na dan 20. svibnja 2022. objavljeno je da je Heartstopper obnovljen za drugu i treću sezonu. Druga sezona objavljena je 3. kolovoza 2023. godine, a treća sezona 3. listopada 2024.
Seriju je na Netflixu sinkronizirana na hrvatski jezik. Sinkronizaciju je proizveo NET Studio, a glavne uloge Nicka Nelsona i Charlieja Springa tumače Lav Novosel i Bojan Jambrošić.

## Likovi

### Glavni
- Kit Connor kao Nick Nelson, popularan igrač ragbija 11. godine srednje škole Truham Grammar koji sjedi zajedno sa Charliejem u razredu
- Joe Locke kao Charlie Spring, učenik 10. godine u srednjoj školi Truham Grammar koji je nedavno izašao iz ormara
- William Gao kao Tao Xu, Charliejev zaštitnički nastrojen najbolji prijatelj
- Yasmin Finney kao Elle Argent, Charliejeva, Taova i Isaacova prijateljica koje se prebacila u srednju školu Higgs nakon što se izjasnila kao transrodna osoba
- Corinna Brown kao Tara Jones, učenica škole Higgs koja je Ellina prijateljica
- Kizzy Edgell kao Darcy Olsson, Tarina djevojka i Ellina prijateljica
- Tobie Donovan kao Isaac Henderson, sramežljivi član Charliejeve grupe prijatelja
- Jenny Walser kao Tori Spring, Charliejeva starija sestra
- Sebastian Croft kao Benjamin "Ben" Hope, Charliejeva prva, tajna veza
- Cormac Hyde-Corrin kao Harry Greene, dječak iz ragbi tima koji je homofobni nasilnik
- Rhea Norwood kao Imogen Heaney, jedna od Nickovih prijatelja koja je bila zaljubljena u njega
- Fisayo Akinade kao Mr Ajayi, profesor likovnog koji je brižan prema Charlieju
- Chetna Pandya kao Coach Singh, trener ragbija koji pazi na Charlieja
- Stephen Fry kao glas ravnatelja Barnesa, ravnatelja srednje škole Truham
- Olivia Colman kao Sarah Nelson, Nickova majka

### Sporedni
- Araloyin Oshunremi kao Otis Smith
- Evan Ovenell kao Christian McBride
- Ashwin Viswanath kao Sai Verma
- Georgina Rich kao Jane Spring, Charliejeva i Torina majka
- Joseph Balderrama kao Julio Spring, Charliejev i Torin otac
- Momo Yeung kao Yan Xu, Taova majka
- Alan Turkington kao Mr Lange

## Pregled serije
| Sezona | Sezona | Epizode | Epizode | Originalno emitiranje | Originalno emitiranje |
| ------ | ------ | ------- | ------- | --------------------- | --------------------- |
|        | 1.     | 8       | 8       | 22. travnja 2022.     | 22. travnja 2022.     |
|        | 2.     | 8       | 8       | 3. kolovoza 2023.     | 3. kolovoza 2023.     |
|        | 3.     | 8       | 8       | 3. listopada 2024.    | 3. listopada 2024.    |

## Epizode

### Prva sezona (2022.)
| 1. | 1. | "Upoznavanje" "Meet"  | Euros Lyn | Alice Oseman | 22. travnja 2022. |
| Učenik srednje škole Truham Grammar Charlie Spring u tajnoj je vezi s Benom Hopeom. U njegovom novom razredu, Charlieju sjedi pored Nicka Nelsona, ragbijaša prema kojem razvija osjećaje. Oni postaju prijatelji, iako Charlie nije siguran u Nickovu seksualnost. Nick ga poziva da se pridruži ragbi timu i on pristaje. Nakon što je vidio Bena kako ljubi djevojku i shvatio vlastitu nesreću u vezi, Charlie kaže Benu da se više ne želi sastajati. Kasnije se Charlie nevoljko ponovno susreće s Benom, koji ga na silu poljubi, ali ga brani Nick. U međuvremenu, jedna od Charlienih prijateljica, Elle Argent, preselila se u Higgs Girls School nakon što je izašla kao transrodna djevojka.                             |    |                       |           |              |                   |
| 2. | 2. | "Simpatija" "Crush"   | Euros Lyn | Alice Oseman | 22. travnja 2022. |
| Charlie ispriča Nicku o svojoj vezi s Benom, kojeg Nick osuđuje. Charliejev prijatelj Tao Xu pretpostavlja da je Nick heteroseksualan i kaže Charlieju da zaboravi na svoje osjećaje, ali on odbija. Tao mu kaže da je Nick zaljubljen u djevojku po imenu Tara Jones, za koju Elle ubrzo sazna da je u istospolnoj vezi s Darcy Olsson. Dok se druži u Charliejevoj kući, Nick pokušava držati Charlieja za ruku dok spava i počinje preispitivati njegovu seksualnost. |    |                       |           |              |                   |
| 3. | 3. | "Poljubac" "Kiss"     | Euros Lyn | Alice Oseman | 22. travnja 2022. |
| Nick je pozvan na proslavu šesnaestog rođendana svog prijatelja Harryja Greenea. Poziva Charlieja, koji prihvaća pozivnicu. Tao je nezadovoljan što Nick uzrokuje da njegovo i Charliejevo prijateljstvo postane sve udaljenije. Na zabavi Harry i njegova grupa pokušavaju spojiti Nicka s Tarom. Tara izlazi pred Nicka, koji odbacuje Harryja nakon što se on rugao Charlieju. Imogen Heaney, jedna od Nickovih prijateljica, kaže Nicku da joj se sviđa. Charlie kaže Benu da ga ostavi na miru. Nick i Charlie odlaze u osamljenu sobu gdje se ljube; Nick je zaprepašten i odlazi nakon što čuje da ga Harry traži. Iako slomljenog srca, Charlie je iznenađen kad vidi Nicka na svom pragu sljedeći dan po kiši koja pljušti. |    |                       |           |              |                   |
| 4. | 4. | "Tajna" "Secret"      | Euros Lyn | Alice Oseman | 22. travnja 2022. |
| Charlie se ispričava Nicku za ono što se dogodilo prethodnog dana. Nick ga poljubi, objašnjavajući da je još uvijek zbunjen; Charlie kaže da ne treba ništa javno izjavljivati. U školi više vremena provode zajedno dok ručaju. Nakon utakmice ragbija, Nick posjećuje Charlieja u bolnici i nakratko ga prekida Isaac. Tao i Elle čuju kako Nick nevoljko pristaje na spoj s Imogen pod pritiskom vršnjaka. |    |                       |           |              |                   |
| 5. | 5. | "Prijatelj" "Friend"  | Euros Lyn | Alice Oseman | 22. travnja 2022. |
| Nick se sprema otkazati spoj s Imogen kad ona otkrije da joj je pas uginuo, a Nick poništi svoj plan jer mu je žao nje. Charlie pozove Nicka na proslavu svog petnaestog rođendana, koja je slučajno na isti dan kad i Nickov spoj, ali on odluči biti s Charliejem. Tao govori Charlieju o Nicku i Imogen. Nick čuje njih dvoje, kasnije razjašnjavajući Charlieju prije nego što mu izričito prizna svoje osjećaje, što mu Charlie uzvraća. Sljedećeg dana, Nick objašnjava Imogen da mu se ona romantično ne sviđa. Imogen mu zahvaljuje na iskrenosti. |    |                       |           |              |                   |
| 6. | 6. | "Djevojke" "Girls"    | Euros Lyn | Alice Oseman | 22. travnja 2022. |
| Nick misli da bi mogao biti biseksualac; Charlie mu govori da ne žuri. Nick izlazi pred Taru i Darcy, koje predlažu dvostruki spoj. Nakon što Elle otkrije da gaji osjećaje prema Tau, grupa potajno organizira trostruki spoj, nadajući se da će spojiti njih dvoje. Na spoju, Elle primijeti njihove namjere i suoči se s njima, govoreći da ne želi više promjene u svom životu i da želi zaštititi svoje prijateljstvo s Taom, iako je sretna zbog Nicka i Charlieja. Taj dan održava se orkestralni koncert s Truhamom i Higgsom. Tara ljutito odlazi nakon što je čula homofobne komentare; Darcy je smiri i oni se vrate na nastup.                                                                                           |    |                       |           |              |                   |
| 7. | 7. | "Zlostavljač" "Bully" | Euros Lyn | Alice Oseman | 22. travnja 2022. |
| Nick poziva Charlieja u kino sa svojim prijateljima, uvjeravajući ga da Harry i Ben neće doći. Međutim, ispostavilo se da su oboje tamo, a Harry maltretira Charlieja zbog njegove seksualnosti. Nakon što Charlie ode, Nick kaže Harryju da prestane s maltretiranjem. Harry naziva Charlieja pederom i dolazi do tučnjave. Na parkiralištu, Ben kaže Charlieju da Nick ne mari za njega. Tao se osjeća krivim jer je nenamjerno pogoršao Charliejevu situaciju verbalnim napadom na Harryja, ali dok ga Charlie nastavlja ignorirati, on se posvađa s Harryjem i sukobi se s Charliejem jer mu nije rekao za svoju vezu s Nickom.                                                                                                  |    |                       |           |              |                   |
| 8. | 8. | "Dečko" "Boyfriend"   | Euros Lyn | Alice Oseman | 22. travnja 2022. |

### Druga sezona (2023.)
| Br. u seriji | Br. u sezoni | Hrvatski naslov Engleski naslov | Redatelj  | Scenarist    | Nadnevak objave   |
| ------------ | ------------ | ------------------------------- | --------- | ------------ | ----------------- |
| 9.           | 1.           | "Objava" "Out"                  | Euros Lyn | Alice Oseman | 3. kolovoza 2023. |
| 10.          | 2.           | "Obitelj" "Family"              | Euros Lyn | Alice Oseman | 3. kolovoza 2023. |
| 11.          | 3.           | "Obećanje" "Promise"            | Euros Lyn | Alice Oseman | 3. kolovoza 2023. |
| 12.          | 4.           | "Izazov" "Challenge"            | Euros Lyn | Alice Oseman | 3. kolovoza 2023. |
| 13.          | 5.           | "Vrućina" "Heat"                | Euros Lyn | Alice Oseman | 3. kolovoza 2023. |
| 14.          | 6.           | "Istina i izazov" "Truth/Dare"  | Euros Lyn | Alice Oseman | 3. kolovoza 2023. |
| 15.          | 7.           | "Oprosti" "Sorry"               | Euros Lyn | Alice Oseman | 3. kolovoza 2023. |
| 16.          | 8.           | "Perfect" "Savršeno"            | Euros Lyn | Alice Oseman | 3. kolovoza 2023. |

### Treća sezona (2024.)
| Br. u seriji | Br. u sezoni | Hrvatski naslov Engleski naslov | Redatelj     | Scenarist    | Nadnevak objave    |
| ------------ | ------------ | ------------------------------- | ------------ | ------------ | ------------------ |
| 17.          | 1.           | "Ljubav" "Love"                 | Andy Newbery | Alice Oseman | 3. listopada 2024. |
| 18.          | 2.           | "Dom" "Home"                    | Andy Newbery | Alice Oseman | 3. listopada 2024. |
| 19.          | 3.           | "Razgovor" "Talk"               | Andy Newbery | Alice Oseman | 3. listopada 2024. |
| 20.          | 4.           | "Put" "Journey"                 | Andy Newbery | Alice Oseman | 3. listopada 2024. |
| 21.          | 5.           | "Zima" "Winter"                 | Andy Newbery | Alice Oseman | 3. listopada 2024. |
| 22.          | 6.           | "Tijelo" "Body"                 | Andy Newbery | Alice Oseman | 3. listopada 2024. |
| 23.          | 7.           | "Zajedno" "Together"            | Andy Newbery | Alice Oseman | 3. listopada 2024. |
| 24.          | 8.           | "Razdvojeni" "Apart"            | Andy Newbery | Alice Oseman | 3. listopada 2024. |

## Produkcija

### Pisanje i pretprodukcija
Godine 2016. Alice Oseman pokrenula je web-strip pod nazivom Heartstopper koji se kasnije proširio na grafički roman nakon što je stekao brojne obožavatelje. Tijekom 2019. godine See-Saw Films pitao je Oseman bi li mogla pokušati napisati scenarij. Producentsku tvrtku predložio je njezin vlastiti izvršni producent Patrick Walters, koji je pomogao u Osemanovoj kampanji na Kickstarteru 2018. godine. Izrazila je interes da napiše scenarij za televizijsku emisiju, ističući nedostatak zdrave, tinejdžerske zastupljenosti LGBT likova na televiziji, nadajući se da bi to potencijalno moglo uvjeriti LGBT mlade "da mogu pronaći sreću, romantiku i prijateljstvo". Napisala je scenarij temeljen na prva dva toma grafičke novele. See-Saw Films je odobrio scenarij i kasnije tog srpnja su zakupili televizijska prava.
Na dan 20. siječnja 2021. otkriveno je da je Netflix naručio Heartstopper kao polusatnu seriju od osam epizoda. Oseman i Walters su je smatrali najboljom platformom zbog globalne dostupnosti. Euros Lyn je redatelj i izvršni producent serije.  Redatelj Netflixovog sadržaja za djecu i obitelji Patrick Wheeleer rekao je da priča "zaslužuje biti ispričana" zbog svoje povezanosti s mladom populacijom. Walters je bio izvršni producent serije, uz Jamie Laurenson, Hakan Kousetta, Iain Canning i Emile Sherman, sa Zoranom Piggott kao producentom. Dizajn produkcije izradio je Tim Dickel, dekoraciju serije Maxwell Fine, a rekvizite Zoe Seiffert. Tijekom produkcije, program je imao radni naziv Evergreen.

### Odabir glumaca
Kako bi pružio autentičan prikaz priče koja se odvija u seriji, Oseman je želio mlade ljude da tumače uloge likova. Daniel Edwards-Guy bio je direktor za odabir glumaca. U siječnju i veljači 2021. godine raspisan je poziv za izbor pet glavnih likova, kao i za tri sporedna lika. Oseman je objasnio da se lik Aled Last neće pojaviti u adaptaciji kako bi se poštovala njegova priča u drugom romanu unutar Heartstopper svemira, Radio Silence. Nakon što je preko 10.000 ljudi prošlo audiciju putem Zooma, u travnju 2021. objavljeno je da će Kit Connor i Joe Locke glumiti Nicka i Charlieja. Heartstopper je obilježio Lockeov glumački debi. Nakon što su se složili da Locke odgovara Charliejevoj ulozi, Connor je bio na audiciji i produkcijski tim je uočio kemiju između njih dvoje; sami glumci su otkrili da im je trebalo samo nekoliko sati da se zbliže.
Ostatak glumaca objavljen je nekoliko dana kasnije, a uključivali su Yasmin Finney, Sebastian Croft, William Gao, Corinna Brown, Kizzy Edgell, Cormac Hyde-Corrin, Rhea Norwood i Tobie Donovan. Jenny Walser pridružila se glumačkoj postavi u svibnju 2021. godine. Završna audicija održana je uživo. Nakon što je prije radila s njom, Lyn je kontaktirala Oliviju Colman nakon što je Oseman izrazio interes za istaknutu glumicu koja bi glumila Saru; Colman je prihvatio ponudu. Također je primijećeno da su se ljubitelji web stripa i grafičkog romana složili da je Colman prikladan za seriju. Lyn je rekla da Colmanov "instinktivan" i "topao" karakter odgovara Sarah kao Nickovoj majci.

### Snimanje
Snimanje je započelo na lokacijama diljem Ujedinjenog Kraljevstva u travnju 2021. godine i završilo u lipnju iste godine. Snimanje se uglavnom odvijalo u Berkshireu. Harryjeva zabava snimljena je u Hampton Court Houseu u londonskoj četvrti Richmond na Temzi. Za snimanje je korištena kuglana Hollywood Bowl u High Wycombeu. Ragbi utakmica prikazana u epizodi "Tajna" snimljena je u atletskom centru Thames Valley. Željeznički kolodvor s kojeg Nick i Charlie kreću prema moru je željeznički kolodvor North Weald u Essexu, a scena na moru snimljena je u Herne Bayu u Kentu. Nakon milkshakeova, Charlie i njegovi prijatelji viđeni su kako šeću uz rijeku Temzu u Windsoru, Berkshire, prije njihovog koncerta. Colman je sve svoje scene snimio u dva dana. U epizodi "Dečko", tijekom scene u kojoj se Nick i Charlie voze vlakom, Oseman je odlučila glumiti sebe kao putnicu. Scena pred kraj epizode s vrtuljkom bila je ispunjena članovima ekipe.
Diana Olifirova je snimateljica je emisije. Odmah se našla pred izazovima u vizualnom dočaravanju "ljubavi i emocija i nježnosti". Koristeći Arri Alexa Mini LF sa sferičnim lećama Canon K35, koristila je ručnu kinematografiju kako bi glumcima dala prostora i postigla učinak koji je nalik dokumentarnom žanru. S produkcijskim dizajnerom Timom Dickelom osmislili su laganu paletu boja narančaste, žute, tirkizne, kao i mješavinu ružičaste i plave. Olifrova je za rasvjetu koristila gel u boji, što je prethodno radila za humorističnu seriju We Are Lady Parts. Boje školske zgrade kontrolirane su da ne budu pretjerane, ali da u isto vrijeme budu žive. Scene tijekom Harryjeve rođendanske zabave snimane su danju, pa je produkcijski tim morao zatvoriti prozore i koristiti umjetnu rasvjetu kako bi podsjećala na vanjsku. Prijelazi između godišnjih doba postignuti su pomoću bljeskova objektiva. Uvodna scena snimljena je u dva kadra; u prvom, dubina polja za Nicka postignuta pomoću Contrazooma smatrana je pretjeranom; kasnije su uspjeli ponovno snimiti scenu kako bi bila minimalističnija. Dok se Tara i Darcy ljube u trećoj epizodi, Nick je okupan biseksualnom rasvjetom (ružičasta, ljubičasta i plava) koja ga simbolizira shvaćanjem svoje seksualnosti; to je Olifirovoj predložio kreativni tim serije.
Kao dizajner produkcije, Dickel je radio s dekoraterom Maxwellom Fineom, koji je iskoristio svoje iskustvo na prošlim satovima umjetnosti kako bi stvorio realističan prikaz britanskih učionica. Dickel je u međuvremenu zamolio svoje prijatelje da fotografiraju sobe njihove djece, stvarajući ploču raspoloženja koju su pregledali glumci. Neki od postavljenih objekata također su se mijenjali kako su likovi napredovali i rasli. U učionici geografije, Nickovo je mjesto bilo smješteno ispred slika stijena; Fine je to povezao s metamorfnim stijenama koje se formiraju pod pritiskom, simbolizirajući Nickov i Charlien romantični razvoj. Nick ima svoju sobu zatrpanu predmetima koji predstavljaju njegov komplicirani život. Elleina soba je "profinjenija" i umjetnička, Taova soba dizajnirana je da odražava njegovu kinefiliju, a Tarina je preplavljena plišanim medvjedićima prema scenariju. S obzirom na izvorni materijal, nekoliko postavljenih predmeta dobilo je ručno crtani stil. Reflektirajući likove, Charliejeva je soba široka i kaotična, dok je Nickova urednija. Oseman je nacrtao murale koji će biti prikazani u seriji; bili su inspirirani djelima Hokusaija i Juliana Opiea.
Snimanje druge sezone odvilo se u rujnu 2022. godine u studiju Twickenham u Londonu.
Treća sezona počela je sa snimanjem u listopadu 2023., a Andy Newbery preuzeo je ulogu redatelja od Eurosa Lyna. Snimanje je završeno u prosincu.

### Postprodukcija
U seriji tradicionalno animirano lišće lebdi uokolo tijekom trenutaka ljubavi, izravna kopija vizualnih motiva u web stripu. U prvoj sceni poljupca Nicka i Charlie, iskre elektriciteta izlaze dok Charlie pokušava dotaknuti Nickovu ruku. Također se vide animirani galebovi i zaljubljene ptice. Oseman je rekao da animacije predstavljaju "osjećaj magije" koji su namjeravali izazvati. Takve efekte razmišljala je već tijekom pisanja scenarija, zamislivši da će se oni pojaviti prvenstveno tijekom intimnih scena između Nicka i Charlieja, koje je nazvala "Heartstopper moments". Na kraju je Anna Peronetto odabrana za izradu animacija, koristeći se Osemanovim scenarijem. Peronetto je bio obožavatelj originalnog izvornog materijala i izabran je kada je Oseman objavio objavu na Instagramu tražeći tradicionalne animatore. Razgovarala je s Lyn i urednicom Sofie Alonzi kako bi vidjela koje vrste animacija odgovaraju određenoj sceni. Za golupčiće je analizirala londonske divlje papige.
Koristeći DaVinci Resolve, Olifirova je radila na daljinu s koloristom Tobyjem Tomkinsom, koji je radio za tvrtku Cheat, na stvaranju 3D tablice pretraživanja (LUT) koja je sličila paleti boja na snimkama, kao i na "dodavanje tirkizne nijanse u sjenama i toplina tonova kože". Lyn im je rekao da želi da se intenzitet boje povećava kako priča napreduje i kako se godišnja doba mijenjaju. Razgovarali su o tome kako stvoriti odgovarajući Dolby Vision visoki dinamički raspon za seriju, uspostavljajući ograničenja boja i tonova. Zatim je svjetlina LUT-a smanjena za jedan kako bi Olifirova mogla stvoriti dodatno svjetlo u sjenama i eksperimentirati s stupnjevanjem boja. Kako bi se poboljšao HDR, odabran je RGB prostor boja DCI-P3. Tomkins je radio na prve dvije epizode dva dana prije nego što je radio na pojedinačnim preostalim epizodama dan i pol.
Adiescar Chase skladao je glazbu i upotrijebio elektronske rifove kako bi joj dao suvremeni dojam. Heartstopper je njezin prvi projekt nakon što je završila Nacionalnu školu za film i televiziju. Pročitala je web-strip prije skladanja i dobila je upute da svoju glazbu nadopuni već postojećim pjesmama. Neke od pjesama, uključujući onu naslovnu, pomogle su "Heartstopper trenucima" dodatno naglašavajući osjećaj elektriciteta i uzbuđenja.

## Objavljivanje
Heartstopperov jednominutni teaser objavljen je 16. ožujka 2022. godine. Collider je tada objavio da je njegov slogan: "Dječak upoznaje dječaka. Dječaci postaju prijatelji. Dječaci se zaljubljuju." Hilary Remley, koja je napisala vijest, vidjela je teaser kao zadirkivanje "emocionalno ranjivog" izgleda serije, "prikazivanje iskustva tinejdžerske ljubavi na izravan i iskren način", uvjeravajući da će publika uživati u konačnom proizvodu zbog njegove vjernosti estetici izvornog materijala. Video najava od dvije i pol minute objavljena je 13. travnja uz pozitivne kritike koje su ju nazvale optimističnim, šarmantnim i nostalgičnim. Nakon toga uslijedili su naslovi epizoda objavljeni 19. travnja, prije nego što je cijela sezona objavljena 22. travnja 2022. 
Na pitanje hoće li biti druge sezone, Walters je rekao da se veseli toj ideji, budući da se činilo da rukovoditelji Netflixa "shvaćaju" seriju. Locke i Connor također su izrazili iščekivanje druge sezone. Dana 20. svibnja 2022., nakon Netflixove revizije brojki gledanosti u 28 dana, objavljeno je da je serija obnovljena za još dvije sezone. Dana 8. srpnja 2022. objavljen je otvoreni poziv za glumu za 16-godišnjeg lika po imenu Sahar Zahid. 

## Vanjske poveznice
- Heratstopper na Netflixu